# Paweł Kochański

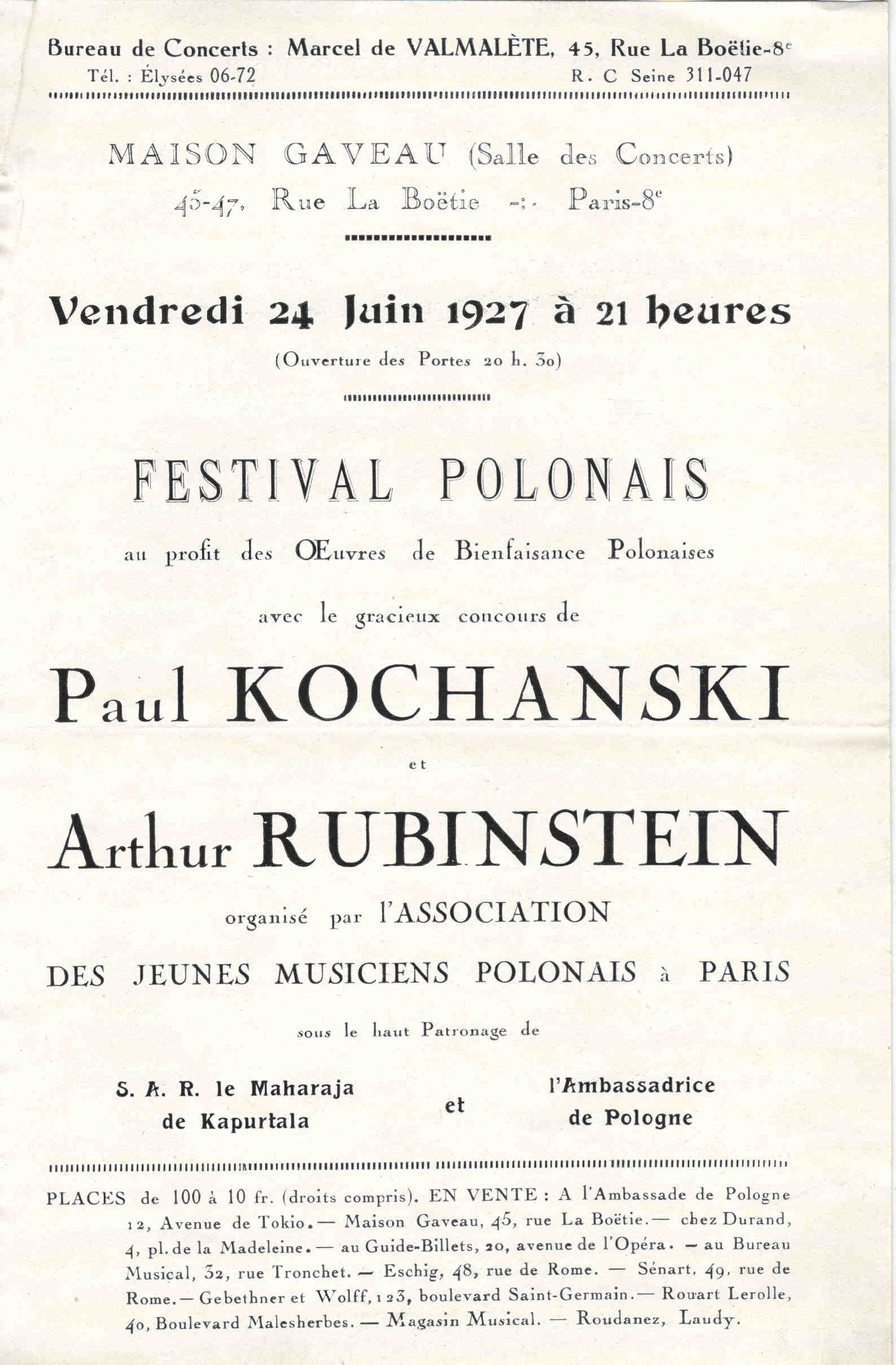
Zaproszenie na Festiwal Polski w Paryżu w 1927 (ze zbiorów Archiwum Państwowego w Poznaniu)

Paweł Kochański (ur. 2 września?/14 września 1887 w Odessie, zm. 12 stycznia 1934 w Nowym Jorku) – polski skrzypek i dyrygent żydowskiego pochodzenia.

## Życiorys
Pochodził z biednej żydowskiej rodziny. Jego rodzicami byli Josue Kahan i Chana Smoljenicka. Wraz z bratem Elim (późniejszym wiolonczelistą, koncertmistrzem Filharmonii Warszawskiej i profesorem Warszawskiego Konserwatorium) od 1894 uczył się u Emila Młynarskiego w Odessie i Warszawie. Od 1901 do 1903 był koncertmistrzem w nowo powstałej orkiestrze Filharmonii Warszawskiej. Od 1903 uczył się u Césara Thomsona w brukselskim konserwatorium, które ukończył z najwyższym odznaczeniem. Następnie wyjechał w podróż koncertową po Europie. W 1907 powrócił do Warszawy i objął stanowisko profesora gry na skrzypcach w Konserwatorium. Odbył też kolejne podróże koncertowe, m.in. do Berlina, Lipska, Wiednia, Glasgow, Edynburga, Londynu i Sankt Petersburga.
Od 1916 do 1918 był profesorem konserwatorium w Petersburgu. Jesienią 1918 przeniósł się do Kijowa, w którym dał prawie 90 koncertów. Pod koniec 1919 powrócił do kraju; koncertował w Warszawie, Krakowie i Lwowie. Z Polski wyjechał w maju 1920. Po krótkim pobycie w Paryżu, Londynie i Brukseli, w styczniu 1921 udał się na występy do Stanów Zjednoczonych, gdzie w 1924 osiadł na stałe. Został profesorem Juilliard School of Music w Nowym Jorku.
„Piękność dźwięku Kochańskiego była wprost wyjątkowa” – opisywał jego grę Borys Rowicki, który przez pewien czas był uczniem Kochańskiego. – „Niezwykła miękkość timbru, głębokie ciepło i ujmująca czułość, zwłaszcza w górnym rejestrze. Siłą i potęgą dźwięku Kochański ustępował wielu skrzypkom. Jednak dzięki mistrzowskiemu władaniu paletą dynamiczną, kunsztownemu wykorzystywaniu gradacji brzmienia, oszałamiającej rozmaitości niuansów (ogromna rozmaitość odcieni w piano) umiał sprawiać wrażenie wielkiej siły dźwięku... [...] Słuchacze [po koncertach Kochańskiego] często rozchodzili się milcząc. Po tym pogrążeniu w muzykę, jakie otwierał przed nami ten zdumiewający artysta, nie miało się ochoty rozmawiać”.
Repertuar Pawła Kochańskiego obejmował prawie całą literaturę skrzypcową - od utworów dawnych do najnowszych. Był autorem transkrypcji skrzypcowych utworów, m.in. Karola Szymanowskiego, Georges’a Bizeta, Manuela de Falli, Maurice’a Ravela, Fryderyka Chopina, Franza Schuberta i Aleksandra Skriabina.
Utwory skrzypcowe Karola Szymanowskiego powstawały przy wydatnej pomocy Kochańskiego, który wtajemniczał kompozytora-pianistę w możliwości techniki skrzypcowej.
Jako kameralista występował m.in. z Arturem Rubinsteinem, Karolem Szymanowskim i Pablo Casalsem.

## Ordery i odznaczenia
- Krzyż Oficerski Orderu Odrodzenia Polski (30 kwietnia 1927)[4][5]